# Josef Vondruška
Josef Vondruška (* 12. února 1948 Litoměřice) je český komunistický politik, za normalizace kontroverzní vězeňský dozorce, po sametové revoluci československý poslanec Sněmovny národů Federálního shromáždění, v letech 2005 až 2010 poslanec Poslanecké sněmovny PČR, v letech 2000 až 2008 a opět 2013 až 2016 zastupitel Libereckého kraje. V komunálních volbách 2022 byl lídrem KSČM v Liberci

## Život
Po studiu základní školy nastoupil jako dělník do Severočeských chemických závodů Lovosice. Po základní vojenské službě pracoval v jablonecké Preciose. V roce 1972 nastoupil jako vězeňský dozorce do věznice v Minkovicích, kde pracoval až do roku 1990. V roce 1975 si dodělal ve večerní škole maturitu a o dva roky později dokončil dálkové studium nástavby. V roce 1988 vystudoval Vysokou školu Sboru národní bezpečnosti v Praze – Fakultu Veřejné bezpečnosti a získal titul Doktor práv. Ve věznici v Minkovicích, podobající se koncentračnímu táboru Dachau, si své tresty odpykávali mnozí političtí vězni, jako například Petr Cibulka, Jiří Wolf či Vladimír Hučín.
V Minkovicích se plnily výrobní normy pro firmu Ludvíka Karla, Preciosa. Propuštění vězni i vychovatelé nesměli pod trestem doživotního uvěznění Minkovicích promluvit o hrůzách, které zde zažili, díky čemuž je ve společnosti existence těchto pracovních zařízení prakticky neznámá. 
| „                                                                                     | Vězni-otroci museli pracovat v otrokářské továrně pana Ludvíka Karla ve 40stupňových vedrech, v poklusu, s jen malými příděly jídla a pod neustálými tresty samovazby v betonové kobce i na několik týdnů, nesplní-li normy. Ty byly záměrně nesplnitelné. Díky této levné pracovní síle měla Preciosa vysoké zisky. | “ |
| — Ing. Petr Hauptmann, architekt, který byl za pokus o emigraci do SRN vězněn 8 let.“ | |   |

V Minkovicích panovaly takové poměry, že je bylo možné srovnat s nacistickými koncentračními tábory. 
| „                                              | Koupání se provádí jednou za 10 dní. Teplá voda většinou neteče, nanejvýš vlažná, nebo studená (součást trestu). Prádlo se vyměňuje jednou týdně (ručník, košile, spodky). I v zimě se fasují pouze krátké spodky. Několikrát denně jsou na celách U0 prováděny namátkové kontroly – minimálně 2×, 3× denně – při nichž se musí vězni vysvléci do naha. K prohlídce konečníku používají dozorci gumových rukavic. | “ |
| — Zpráva o poměrech v NVÚ Minkovice, Jiří Wolf | |   |

Po sametové revoluci byla věznice v Minkovicích zrušena a Vondruška se vrátil k práci zámečníka v Preciose. Poté se zapojil do politiky. Ve volbách roku 1992 byl za KSČM, respektive za koalici Levý blok, zvolen do české části Sněmovny národů Federálního shromáždění (volební obvod Severočeský kraj). Ve Federálním shromáždění setrval do zániku Československa v prosinci 1992.
Později pracoval v soukromém sektoru. Byl aktivní i v regionální politice. V krajských volbách roku 2000 byl zvolen do Zastupitelstva Libereckého kraje za KSČM. Mandát zde získal opětovně v krajských volbách roku 2004.
V roce 2004 neúspěšně kandidoval do Senátu za senátní obvod č. 34 - Liberec, kde získal v 1. kole 14 % hlasů a ve druhém kole ho porazil občanský demokrat Přemysl Sobotka. Ve volbách v roce 2002 kandidoval do Poslanecké sněmovny Parlamentu České republiky za KSČM. Poslanecký mandát nabyl až dodatečně v prosinci 2005, když nastoupil jako náhradník. Poslanecké křeslo obhájil ve volbách roku 2006.
Sedmnáct let po sametové revoluci, v září 2006, tři z bývalých minkovických vězňů – Vladimír Hučín, Jiří Gruntorád a Jiří Wolf – Vondrušku obvinili, že je nepřiměřeně agresivně trestal.
Vladimír Hučín například tvrdil, že byl potrestán za to, že nosil místo tkaniček v botách gumičku, dvacetidenní samovazbou. Také říká, že mu Vondruška dával rány hranou obušku přímo na solar. Hučín také tvrdí, že byl Vondruška zvláště zaměřen na politické vězně a na obyčejné kriminálníky agresivní nebyl. Ve spise dalšího politického vězně, Jiřího Gruntoráda, stojí „Pracoval špatně a nevyužíval řádně pracovní dobu. V 03.00 hod. jsme jej přistihli, jak spí na pracovním stole“. Za to dostal Gruntorád od Vondrušky trest dvacetidenní izolace.
Vondruška prohlásil své chování za přiměřené, ctící tehdejší zákony a všechna obvinění za lživá. V případě Vladimíra Hučína bylo jeho obvinění zpochybněno – v době, kdy byl Hučín vězněn v Minkovicích, studoval Vondruška na Vysoké škole SNB. U soudu údajně vypověděl tehdejší Vodruškův kolega Miroslav Šimek, že studující příslušníci měli přístup do věznice, ale že nemohli vykonávat službu. Státní zástupce Mgr. Miroslav Mareš u soudu věc uzavřel s tím, že přítomnost JUDr. Josefa Vondrušky již dnes nelze zjistit, neboť Vězeňská služba ČR skartovala dokumenty o evidenci příchodů a odchodů.

Tvrzení dalších dvou vězňů se nedala tak snadno vyvrátit. Nakonec jej liberecký státní zástupce obžaloval v listopadu 2008 ze zneužívání pravomoci veřejného činitele pouze v případě Jiřího Wolfa.
Po několikaletém čekání (podobně jako v případě bachaře Aloise Grebeníčka) se měl konečně uskutečnit soud s bachařem-poslancem Josefem Vondruškou ve středu 29. září 2010 (ovšem v září 2010 již šlo o bývalého poslance) v Liberci, č. dveří 16, první patro soudní budovy, č.j. 4 T 238/2008-304 – soud byl ovšem opět odročen. Nakonec jednání soudu probíhalo ve dnech 19. listopadu 2010, 21. ledna 2011, 13. dubna 2011 a 28. dubna 2011, kdy byl vynesen rozsudek a obžalovaný Josef Vondruška byl zproštěn obžaloby. Odvolací krajský soud v Hradci Králové začátkem prosince 2011 však rozhodnutí zrušil a vrátil je okresnímu soudu k novému projednání. Ten osvobození Vondrušky potvrdil.
V krajských volbách v roce 2016 obhajoval za KSČM post zastupitele Libereckého kraje, ale neuspěl.

## Citáty
Obvinění Vladimíra Hučína:
- „Vychovatel“ z komunistické věznice poslancem demokratického státu
Velice dobře znám npor. Josefa Vondrušku, neboť jsem byl v letech 1983-1986 umístěn v nápravně výchovném ústavu v Minkovicích. On osobně mi navrhl po výkonu trestu ještě další trest, a to tak zvaný ochranný dohled na 2 roky. Tento návrh Vondruška učinil poté, co mi zemřel táta a já na pohřeb nemohl jít. Do konce trestu mi ještě zbývaly 3 měsíce! Vondruška mi např. v Minkovicích navrhl víc než 55 kázeňských trestů a dával si na mně opravdu záležet! V důsledku toho jsem strávil celkově 10 měsíců v zostřené korekci !!!
Já jsem byl v Minkovicích jako jeden z mála označen zeleným a bílým pruhem na vězeňském mundúru. To bylo z toho důvodu, že jsem byl odsouzen za pobuřování § 100, hanobení státu svět. socialistické soustavy a jeho představitele § 104, nedovolené ozbrojování a za další tr. činy mající charakter nepřátelství proti socialistickému státnímu zřízení. Dnes je má tak zvaná trestná činnost rehabilitována dle zákona o protiprávnosti komunistického režimu.
To, že je Vondruška jako poslanec v parlamentu, je svým způsobem i důvod mé kandidatury do Senátu, neboť v rámci svých možností a zkušeností chci zabránit podobným zločincům v působení ve veřejných funkcích!
Vladimír Hučín, Přerov, 3. září 2006[12]

Dopis Johna Boka:
- Dobrý den,
rád bych se vás zeptal, jestli jste ten Vondruška, který se choval k politickým vězňům tak, že by měl být za to zavřený a měl by chodit kanálama. A taky proto, abych nikomu nenadával omylem do komunistických zločinců a úchylných sadistů.
Vy se teď možná smějete a myslíte si, jak jste vyzrál nad svými oběťmi a nad osudem.
Jiří Gruntorád, Jiří Wolf, Pavel Wonka, Vladimír Hučín, pan Hartman a nespočet jiných politických i nepolitických vězňů jsou věrohodnými svědky vaší bestiality. I prokurátora Urválka nakonec dohnalo jeho svědomí a zbaběle utekl před zodpovědností a oběsil se. Sebevražda však nikdy nemůže sejmout se zločince jeho vinu. Věřím, že přijde den a vy se budete zodpovídat za své zločiny, podlost a zbabělost. Vaše zhovadilost je demonstrována navíc tím, že máte tu drzost být zákonodárcem. Být vámi bál bych se, že někdo z těch, které jste mučil a trýznil, vykoná svoji spravedlnost. Nebylo by se co divit, neboť když selže právo a spravedlnost, bezmoc nutí oběti brát zákon do svých rukou.
John Bok, v Praze 5. září 2006

Úryvek z vyjádření samotného Josefa Vondrušky v komunistických Haló novinách:
Co na to říci? Tvrzení odsouzených jsou z 80 % lež, z 20 % pololež. Proč? Jednoduchá odpověď. To mají v této době vyprávět, za co byli opravdu odsouzeni, co opravdu spáchali? Motivem páchání trestné činnosti těchto individuí je bezpracný zisk či získání jiných neoprávněných výhod, event. úchylka. Proto se dopouštěli krádeží, loupežných přepadení, pohlavního zneužívání či vražd. Příkladně: kdysi někdo z nich přepadl jakéhosi strýce, který šel z hospody, vzal mu peněženku a rozbil hlavu. A když po převratu vyšlo najevo, že přepadený byl předsedou uliční organizace KSČ, nebohý odsouzený tvrdí, že bojoval proti komunismu. Ať zkusí někdo dokázat, že nebyl příslušníkem třetího odboje. A co když za to kápne časem důchod nebo jiné všimné. Někteří, aby se vyhnuli plnění povinností uložených zákonem, zejména pracovních, sáhli i k drastických krokům. Znám jednoho, který si od spoluvězně nechal majzlíkem přetrhnout Achillovu šlachu, aby nemusel do práce a mohl ležet na ošetřovně. Co mu brání, aby teď vykládal, že ho zmrzačili komoušští bachaři. A co polykači tzv. kotviček… O tom by mohli své vyprávět lékaři z Vězeňské nemocnice v Praze-Pankráci.
Já osobně i drtivá většina příslušníků SNV jsme se k odsouzeným chovali v souladu s tehdy platnými právními předpisy. My jsme je nevytvářeli, my jsme byli povinni vykonávat je a dodržovat. Konkrétně k osobě p. Gruntoráda. Obsah slova práce pro něj byl neznámý. Povýšenec, který si hrál na intelektuála, a tudíž nebyl oblíbený ani mezi spoluvězni.